# Четыре переправы через Чишуй

Карта Великого похода. Место боевых действий в районе Чишуй условно обозначено петлёй на южном участке маршрута

Четыре переправы через реку Чишуй (кит. упр. 四渡赤水) — этап Великого похода китайских коммунистов, в ходе которого Красная армия Китая четыре раза пересекла реку Чишуй на границе провинций Сычуань и Гуйчжоу. В официальной китайской коммунистической историографии утверждается, что Красная армия пыталась пробиться в провинцию Сычуань, но каждый раз этим попыткам мешали гоминьдановские войска; некоторые современные западные историки утверждают, что, наоборот, Чан Кайши пытался загнать коммунистов в провинцию Сычуань, чтобы получить основания для ввода туда войск центрального правительства и в результате поставить под свой контроль полунезависимых местных милитаристов, а Мао Цзэдун, напротив, не желал идти в Сычуань, где бы ему пришлось взаимодействовать с Чжан Готао, и использовал любой предлог для выбора другого маршрута.

## Ход событий
В январе 1935 года в Цзуньи (провинция Гуйчжоу) состоялось расширенное совещание Политбюро ЦК КПК с участием командных и политических кадров Красной армии и представителей советского правительства, на котором было принято два решения: (1) создать новую базу в пограничном районе Гуйчжоу-Юньнань-Сычуань; (2) переправиться через Янцзы для соединения с 4-м фронтом Красной армии. Эти две задачи были несовместимы, так как Янцзы легко могла быть перекрыта гоминьдановскими силами, в результате чего силы коммунистов были бы разъединены.
19 января части 1-го фронта Красной армии вышли из Цзуньи и двинулись на север. 28 января коммунисты столкнулись с сычуаньскими войсками под Тучэном и после боя были вынуждены отойти, перейдя 29 января через реку Чишуй. Это была «первая переправа через Чишуй».
Войдя в провинцию Сычуань, коммунисты попытались пробиться на север для соединения с 4-м корпусом, но у них на пути опять встали сычуаньские войска. Не сумев пробить заслон, коммунисты были вынуждены отступить, 18-21 февраля вновь форсировав Чишуй. Это была «вторая переправа через Чишуй».
Вернувшись в провинцию Гуйчжоу, коммунисты вновь заняли Цзуньи, одержав при этом локальную победу над гоминьдановскими войсками. После этого коммунисты попытались атаковать неприятельские позиции под Маотаем, но потерпели поражение и были вынуждены отступить через Чишуй. Это была «третья переправа через Чишуй».
После этого войска коммунистов быстро отступили на юг и, форсировав Чишуй, вернулись в Гуйчжоу. Это была «четвёртая переправа через Чишуй».

## Итоги и последствия
После безуспешных блужданий по кругу войска коммунистов двинулись на юг и, пройдя через южную Гуйчжоу и восточную Юньнань, переправились через Янцзы в её верховьях по Лудинскому мосту.